# جسی کراس
جسی کراس (انگلیسی: Jessie Cross; ۱۴ آوریل ۱۹۰۹ – ۲۹ مارس ۱۹۸۶) ورزشکار دو و میدانی اهل ایالات متحده آمریکا بود.